# Barbacs
Barbacs község Győr-Moson-Sopron vármegyében, a Csornai járásban.

## Fekvése
Barbacs a Hanság egyik legdélebbi települése, az egykori Tóköz egyik nyugati falva Csornától 5 kilométerre északkeletre. Határában van a 26,4 hektár területű Barbacsi-tó, amely a Hanság maradványaként természetvédelmi oltalom alatt áll a hozzá tartozó 280 hektár területtel együtt. Sekély vizében halat tenyésztenek és nádat termelnek. A település déli peremén folyik a Keszeg-ér.

### Megközelítése
Legfontosabb közúti megközelítési útvonala a Győrt Sopronnal összekötő 85-ös főút, belterülete attól kevéssel északra helyezkedik el, a Bősárkányt Kisbabottal összekötő 8511-es út mentén. Csorna központjával a 8512-es út kapcsolja össze.

## Történeti
Fennmaradt írások 1220-ban említik először. A középkorban a királyi kincstár tulajdona volt, majd 1390 után a Kanizsayaké. Később 1536-tól Nádasdy Tamás vette át. 1681-ben Esterházy Pál vásárolta meg.
A falu paraszt lakossága sokáig a halászatból élt, minden telekhez halászó víz tartozott. Azonban az uradalmi területeken a jobbágyságnak tilos volt halászni, az uraság magának tartotta fenn e jogot.  
Az 1594-es török pusztítás után a lakosság másik faluhelyet keresett magának. 
A 17. századtól búcsújáró hely volt. 
A barbacsi gazdák úrbéres terheik csökkentésére szerződést kötöttek, hogy termények helyett készpénzzel válthassák meg terheiket. 1855-ben az értékes irtásföldeket a földesúr visszavette, s ”száraz és posványos” legelőket adott helyettük. 
A Hanság vizei által elzárt falu népessége hosszú időre állandósult. A 20. század első harmadában 1 100 fő körül mozgott. Az 1945-ös földosztás valamelyest javította a szegényebb családok helyzetét. 
1974-ben öt szomszédos településsel együtt Bősárkányhoz csatolták a községet, s az intézményeket is integrálták. 
A 20. század végétől a falu lassú elöregedése tapasztalható.

## Közélete

### Polgármesterei
- 1990–1994: Kurcsics Ernő (független)[3]
- 1994–1998: Kurcsics Ernő (független)[4]
- 1998–2002: Vámos Sándor (független)[5]
- 2002–2006: Herczeg Tihamér (független)[6]
- 2006–2010: Giczi András (független)[7]
- 2010–2014: Giczi András (független)[8]
- 2014–2016: Giczi András (független)[9]
- 2016–2019: Abdai Zsolt (független)[10]
- 2019–2024: Abdai Zsolt (független)[11]
- 2024– : Horváthné Matatics Krisztina (független)[1]

A településen 2016. február 7-én időközi polgármester-választást (és képviselő-testületi választást) tartottak az előző képviselő-testület önfeloszlatása miatt. A választáson a korábbi polgármester is elindult, de alulmaradt egyetlen kihívójával szemben.

## Népesség
A település népességének változása:
| Lakosok száma | 714  | 726  | 731  | 808  | 749  | 769  | 756  |
|               | 2013 | 2014 | 2015 | 2021 | 2022 | 2023 | 2024 |

A 2011-es népszámlálás során a lakosok 92,1%-a magyarnak, 0,7% németnek, 0,4% románnak mondta magát (7,6% nem nyilatkozott; a kettős identitások miatt a végösszeg nagyobb lehet 100%-nál). A vallási megoszlás a következő volt: római katolikus 82,8%, református 2,5%, evangélikus 0,8%, görögkatolikus 0,3%, felekezeten kívüli 1,4% (11,2% nem nyilatkozott).
2022-ben a lakosság 93,1%-a vallotta magát magyarnak, 1,5% németnek, 10,8% cigánynak, 0,3% bolgárnak, 0,1-0,1% szerbnek, örménynek, románnak és szlováknak, 0,9% egyéb, nem hazai nemzetiségűnek (6,5% nem nyilatkozott; a kettős identitások miatt a végösszeg nagyobb lehet 100%-nál). Vallásuk szerint 52,5% volt római katolikus, 3,5% református, 0,5% evangélikus, 0,1% görög katolikus, 0,1% izraelita, 1,7% egyéb keresztény, 0,8% egyéb katolikus, 6,3% felekezeten kívüli (34,3% nem válaszolt).

## Látnivalók, érdekességek
- A barokk stílusú Szent Kereszt felmagasztalása római katolikus templomot 1753-ban szentelték fel. A szószék 1760-ból való. A főoltárát 1880-ban állították.
- A Hanság falut környező látványa
- A falu hagyományait bemutató kiállítás: gyékényfonás, kosárfonás, a halászattal összefüggő tevékenységek
- Barbacsi fehér lyukhímzés

## Képgaléria

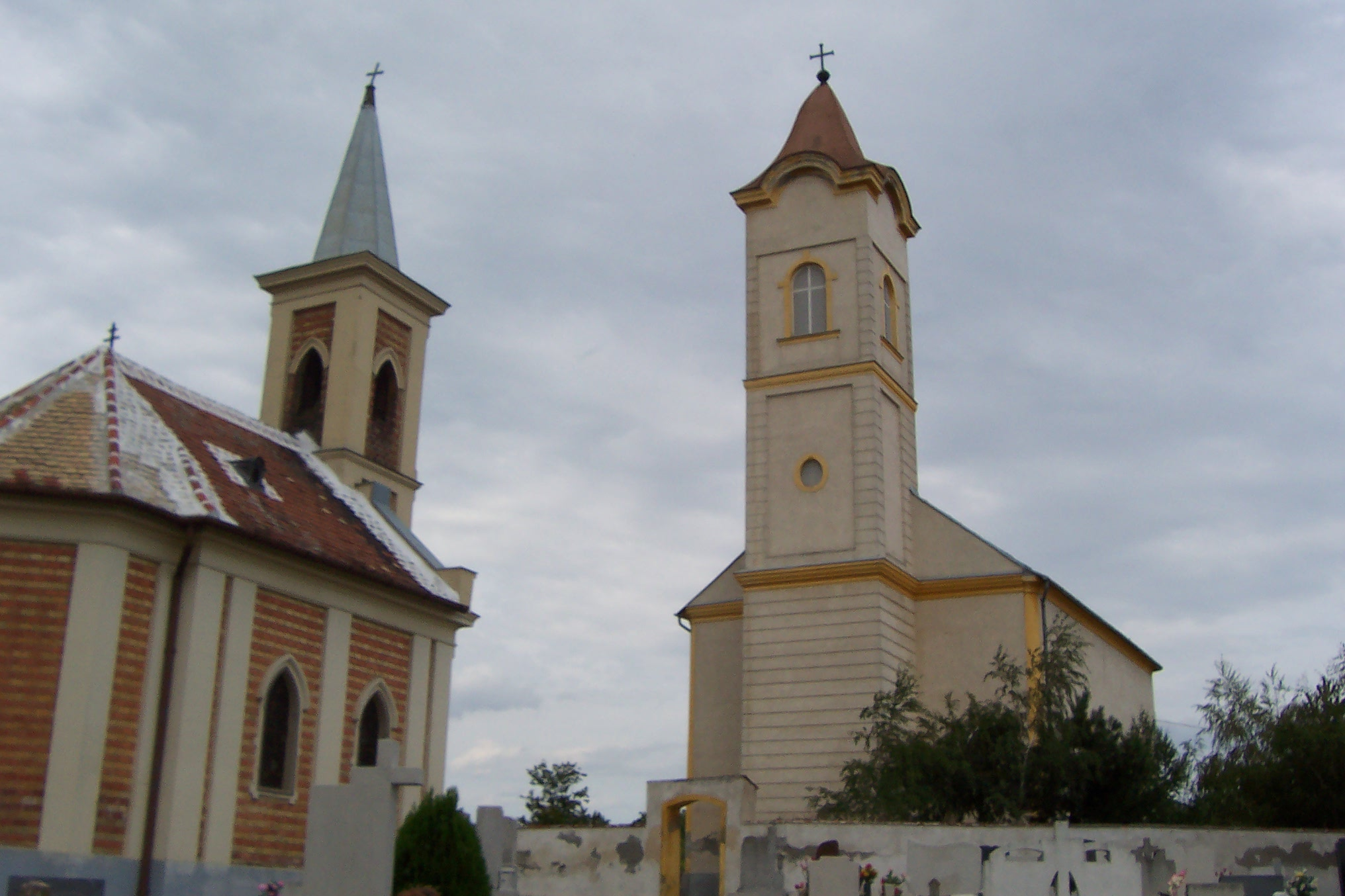
A Szent Kereszt római katolikus templom és a temetőkápolna
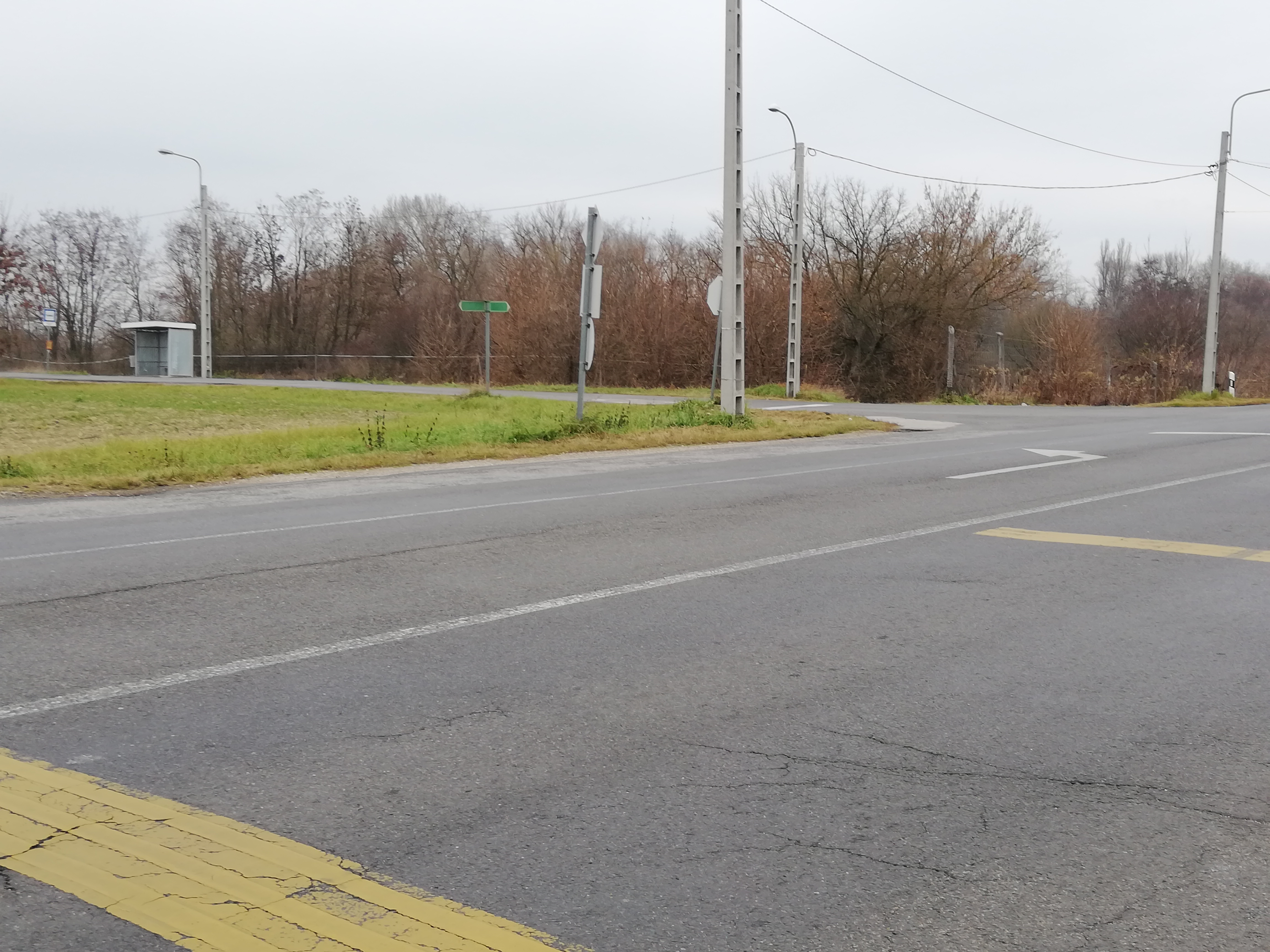
A 85-ös főút és a 8511-es út kereszteződése Barbacs külterületén
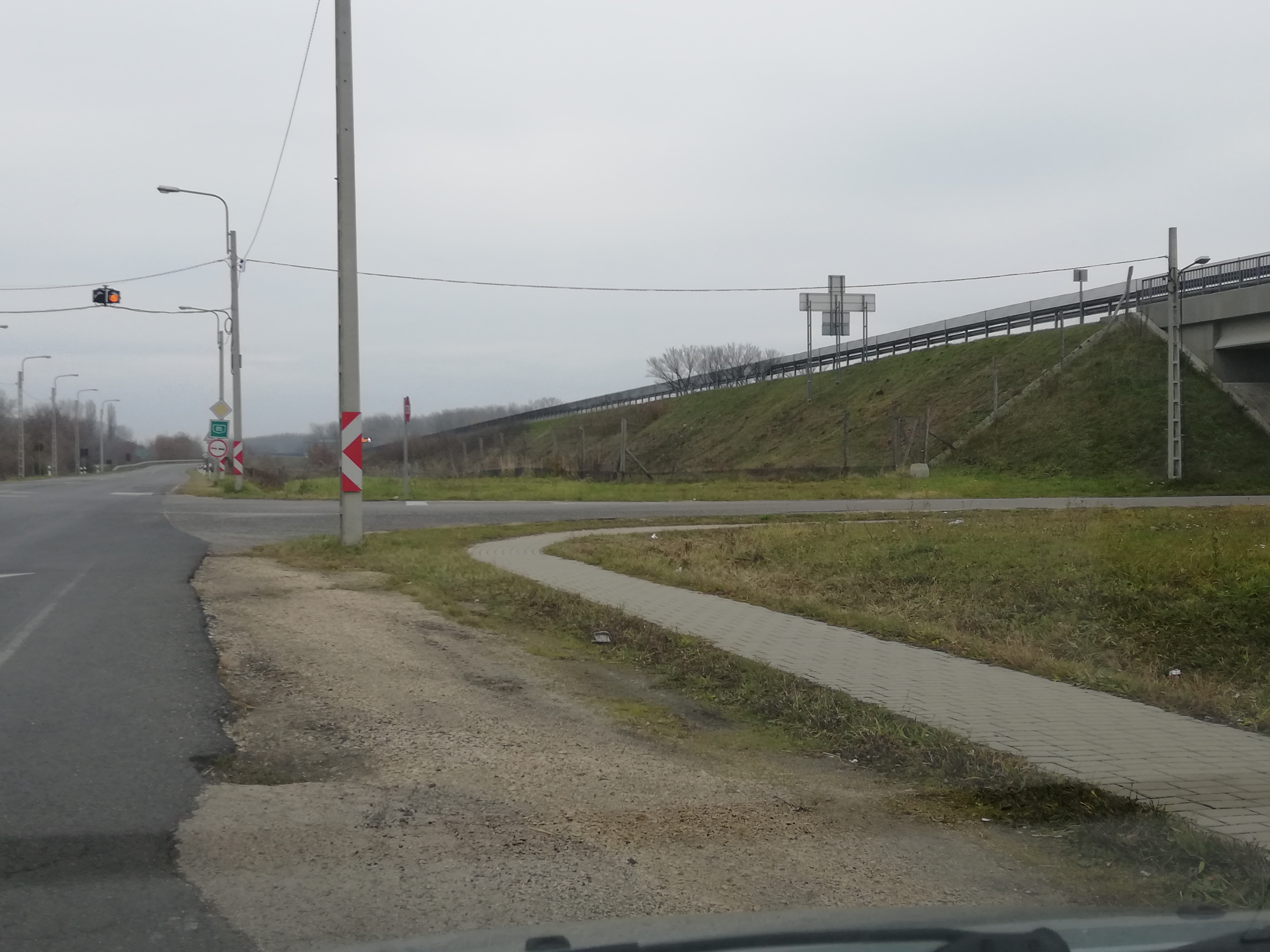
A 85-ös főút és a 8511-es út kereszteződése Barbacs külterületén Bágyogszovát felé